# Hyphydrus cornatipenis
Hyphydrus cornatipenis är en skalbaggsart som beskrevs av Stastný 2007. Hyphydrus cornatipenis ingår i släktet Hyphydrus och familjen dykare. Inga underarter finns listade i Catalogue of Life.